# Voie navigable de Juojärvi
La voie navigable de Juojärvi (finnois : Juojärven reitti) est une voie navigable faisant partie de la voie navigable de Kallavesi du Système hydrologique de la Vuoksi en Finlande. 

## Présentation
La voie navigable de Juojärvi est la branche orientale de la voie navigable de Kallavesi. 
Et les plus grands lacs traversés sont Juojärvi, Rikkavesi et Kaavinjärvi.
Elle se déverse dans le lac Kallavesi.
Le parcours est principalement situé à Heinävesi, Kaavi, Outokumpu et Tuusniemi, et dans une moindre mesure également à Juuka et Liperi.

## Canaux
Les canaux de Varistaipale, de Kaavinkoski et de Taivallahti font partie de la voie navigable.

## Centrale électrique
La Voie navigable de Juojärvi se déverse par la centrale hydroélectrique de Palokki.
| Centrale | MW  | GWh/a | m    | m3/s   | Rivière                    | Lieu       | propriétaire              | Réf.  |
| -------- | --- | ----- | ---- | ------ | -------------------------- | ---------- | ------------------------- | ----- |
| Palokki  | 7,4 | 40    | 20,7 | 29 500 | Vuoksi/Juojärvi=>Varisvesi | Sonkajärvi | Pohjois-Karjalan Sähkö Oy | [ 2 ] |